# Sam Dockery
Sam Dockery (* 1929 in Lawnside, New Jersey; † 23. Dezember 2015 in Burlington, New Jersey) war ein US-amerikanischer Jazzpianist.
Dockery, der überwiegend in Philadelphia lebte, arbeitete Anfang der 1950er-Jahre mit dem Trompeter Clifford Brown zusammen. Bekannt wurde er 1956/57 als Mitglied von Art Blakeys Jazz Messengers, wo er mit Bill Hardman, Jackie McLean, Spanky DeBrest und gelegentlich Johnny Griffin auftrat. Aufnahmen entstanden in dieser Zeit auch bei einem TV-Auftritt mit Stan Getz. Ende der 1950er und Anfang der 1960er Jahre war er neben dem Bassisten Buster Williams und dem Schlagzeuger Specs Wright Mitglied des Quartetts von Jimmy Heath.
Später arbeitete Dockery u. a. mit Roy Haynes (People, 1964), Sonny Stitt, Benny Golson und Stan Getz. Ab den 1990er-Jahren unterrichtete er auch an der University of the Arts in Philadelphia. Neben den Aufnahmen mit den Jazz Messengers aus den 1950er Jahren gibt es jüngere Aufnahmen von Dockery u. a. auf dem Doppelalbum Live At Ortlieb's Jazzhaus (2000). Im Bereich des Jazz war er laut Tom Lord zwischen 1955 und 2006 an 17 Aufnahmesessions beteiligt. Dockery starb Ende 2015 im Alter von 86 Jahren im Burlington Woods Krankenhaus an den Folgen der Alzheimer-Krankheit.